# SIM
För andra betydelser, se SIM (olika betydelser).
| SIM-kort. |  | SIM-kort. |
| SIM-kort. |  |           |

SIM, vanligtvis simkort eller sim-kort, från engelskans Subscriber Identity Module, är ett elektroniskt kort avsett att sättas in i en mobiltelefon, surfplatta, bärbar dator eller ett mobilt bredbandsmodem för att kopplas upp till trådlösa mobilnätet (GSM, 3G, 4G, 5G etc) och är nödvändigt för att kunna ringa telefonsamtal eller skicka textmeddelanden genom sms.

## Storlekar

Från vänster, fullstort SIM, mini-SIM, micro-SIM, och nano-SIM.

Ett simkort förekommer i fyra storlekar standard-SIM (85,6 mm × 53,98 mm), mini-SIM (25 mm × 15 mm), micro-SIM (15 mm × 12 mm), respektive nano-SIM (12,3 mm × 8,8 mm) beroende på telefontyp. De första SIM-korten (standard-SIM) var utformade i samma storlek som ett kreditkort. Sådana är inte i bruk längre, annat än som programkort till vissa digitalboxar.

## Tekniska detaljer
Kortet är utfärdat av en mobiloperatör och innehåller en elektronisk krets, som programmerats med information om telefonnummer, vilka tjänster som ingår i abonnemanget och innehåller även teknik för att kryptera samtal. Kortet kan även uppdateras via telefonen från operatören. Även delar av den personliga telefonboken och annan information kan sparas på kortet.
Jämfört med tidigare tekniska lösningar är underlättar sim-kortet bytet till exempelvis en ny mobiltelefon med bibehållet telefonnummer. På motsvarande sätt kan den gamla utrustningen byta ägare och förses med ett nytt SIM-kort, så att man kan fortsätta använda den utan att behöva få den omprogrammerad hos leverantören.

## Historia
När mobiltelefonerna blev mindre uppstod behovet av ett mindre SIM-kort. Man tog därför fram mini-SIM, som hade samma aktiva chip, men var betydligt mindre utrymmeskrävande. De flesta SIM-kort levererades i många år som ett kort i kreditkortsstorlek, med möjlighet att bryta ut ett mini-SIM om det var ett sådant man behövde. En motsvarande utveckling mot micro-SIM påbörjades av Apple Iphone. Man kan med hjälp av en specialtillverkad stans modifiera ett mini-SIM till ett micro-SIM, men tjänsteoperatören framställer oftast båda varianterna beroende på kundens behov. Nu finns det även mini-SIM som man kan bryta ut till både micro-SIM och nano-SIM.

## ESIM
ESIM (ofta skrivet eSIM) lanserades 2013 och är en virtuell version av ett SIM-kort som gör det möjligt att aktivera mobilabonnemang utan ett fysiskt kort. Bokstaven “e” i ESIM står för “embedded”, eller “inbäddad” på svenska. Den är inbyggd i enheter som smartphones, smartklockor och surfplattor och fungerar på samma sätt som ett traditionellt SIM-kort, men informationen lagras i enhetens hårdvara. Med ESIM kan användare enkelt byta operatör och abonnemang utan byte av SIM-kort, och flera ESIM kan installeras samtidigt (vanligtvis upp till två aktiva). Många mobiloperatörer erbjuder ESIM-alternativ, men tillgången kan variera beroende på abonnemang och enhetens kompatibilitet. Fördelarna inkluderar enklare abonnemangsbyten, mindre utrymmeskrav och kostnadsbesparingar, särskilt vid resor utomlands, där temporära ESIM kan hjälpa till att undvika höga roamingavgifter.